# Pedro Abrunhosa
Pedro Machado Abrunhosa (Porto, 20 de desembre de 1960) és un cantant i compositor portuguès.

## Biografia
El seu primer disc, Viagens va a ser el número 1 en llistes de vendes, i l'àlbum "Longe" fou presentat a la Casa da Música, a Porto, el 2 de maig de 2010, arribant a ser disc de platí.
El 23 de maig de 2010, es presentà, en un duet, al costat de la diva brasilera Ivete Sangalo, durant la gala d'entrega dels Globus d'Or, promoguda per la SIC Portugal. En aquesta trobada, els dos van cantar una cançó escrita pel mateix Abrunhosa anomenada "Fazer o que ainda não foi feito" (fer allò que encara no ha estat fet).
El 2010 actuà com a convidat especial al festival anual portuguès Portugal Convida que va tenir lloc a Barcelona.

## Bandes sonores
Escriu i executa les bandes sonores de les pel·lícules: “A Carta” de Manoel de Oliveira (música incidental), “Amour en Latin”, de Serge Abramovic, “Adan i Eva” de Joaquim Leitão i “Novo Mundo” amb la base en imatges del dibuixant António. Compon també algunes peces de teatre com Possessos de Amor, A Teia e O Aniversário de Infanta i 150 anos De Bonfim.

## Discografia
Àlbums d'estudi
- 1994 - Viagens
- 1996 - Tempo
- 1999 - Silêncio
- 2002 - Momento
- 2007 - Luz
- 2010 - Longe
- 2011 - Coliseu (DVD)
- 2013 - Contramão
- 2018 - Espiritual

Àlbums en directe
- 2003 - Palco (3CD)

Extended Plays
- 1995 - F
- 1997 - Tempo - Remixes e Versões
- 1998 - Pedro Abrunhosa

Enregistrament en DVD
- 2005 - Intimidade